# Melquisedeque I da Geórgia
Melquisedeque I (em georgiano: მელქისედეკ I) foi o primeiro Católico-Patriarca de Toda a Geórgia, de 1010 a 1033, reinando desde Ani. Ele é reverenciado como um santo pela Igreja Ortodoxa da Geórgia. Antes dele, os chefes da Igreja georgiana ostentavam apenas o título de Católico da Ibéria. A unificação da Geórgia em um único reino por Pancrácio III (r. 975–1014) levou à mudança de título.
Em 1031, Melquisedeque solicitou com sucesso a Pancrácio III imunidade tributária para a Igreja, demonstrando o importante poder que a Igreja tinha na época e sua influência sobre o Estado.
Ele visitou Constantinopla várias vezes e se encontrou com o imperador bizantino Basílio II.[carece de fontes?]
Melquisedeque foi glorificado pela Igreja Ortodoxa Georgiana em 17 de outubro de 2002. Sua festa é celebrada em 1º de outubro.